# Wladimir Wiktorowitsch Jepischin
Wladimir Wiktorowitsch Jepischin (russisch Владимир Викторович Епишин; * 11. Juli 1965 in Leningrad) ist ein russischer Schach-Großmeister.

## Werdegang
Er war einer der Sekundanten von Anatoli Karpow von 1987 bis 1996, hat aber auch selbst einige Erfolge vorzuweisen. So war seine höchste Elo-Zahl 2675 im Jahre 1994.
In bedeutenden Schachturnieren konnte der Großmeister (den Titel erhielt er 1990) beachtliche Erfolge verbuchen. So belegte er 1990 in New York einen geteilten zweiten Platz hinter Alexander Chalifman, und in Brno teilte er sich den Turniersieg mit fünf weiteren Spielern. In Wien folgte ein zweiter Platz hinter Larry Christiansen, mit dem er 1992 auch den zweiten Platz in Ter Apel (hinter Rafael Vaganian) erreichte. In Madrid musste Jepischin im gleichen Jahr nur Anatoli Karpow den Vortritt lassen. In der Folgezeit errang er noch mehrere – manchmal geteilte – zweite und dritte Plätze, bevor er 1993 in Brno wieder ein Turnier gewann, diesmal gemeinsam mit Alexei Drejew. In Burgas gelang ihm 1993 ein weiterer Turniersieg.
Zum Jahreswechsel 1994/95 erreichte er seinen letzten großen Erfolg, als er sich in Reggio nell’Emilia den Turniersieg mit Juri Rasuwajew und Alexei Drejew teilte. Seit dieser Zeit erzielte er zahlreiche Turniersiege oder vordere Plätze, allerdings wiesen diese Turniere nicht mehr so starke Teilnehmer auf. Er hat sich zu einem typischen Open-Spezialist entwickelt. So siegte Jepischin allein fünf Mal bei den Schloss-Open des Schachklubs Werther, von 2000 bis 2002 drei Mal in Folge.
In der zweiten Hälfte des Jahres 2000 war Jepischin für den Deutschen Schachbund gemeldet.
In der deutschen Schachbundesliga spielte Jepischin in der Saison 1997/98 für den SV Empor Berlin, von 1998 bis 2000 für den PSV Duisburg, von 2000 bis 2003 für den Lübecker SV, mit dem er 2001, 2002 und 2003 deutscher Mannschaftsmeister wurde, und in der Saison 2019/20 für den SV Lingen. Für Lübeck und Lingen war er auch in der 2. Bundesliga aktiv.
Jepischin spielte auch schon in der russischen Mannschaftsmeisterschaft (für Sankt Petersburg) und der tschechischen Extraliga (für den ŠK Lokomotiva MONING Brno, mit dem er 1995 tschechischer Mannschaftsmeister wurde).